# Liste der Botschafter der Vereinigten Staaten in der Ukraine

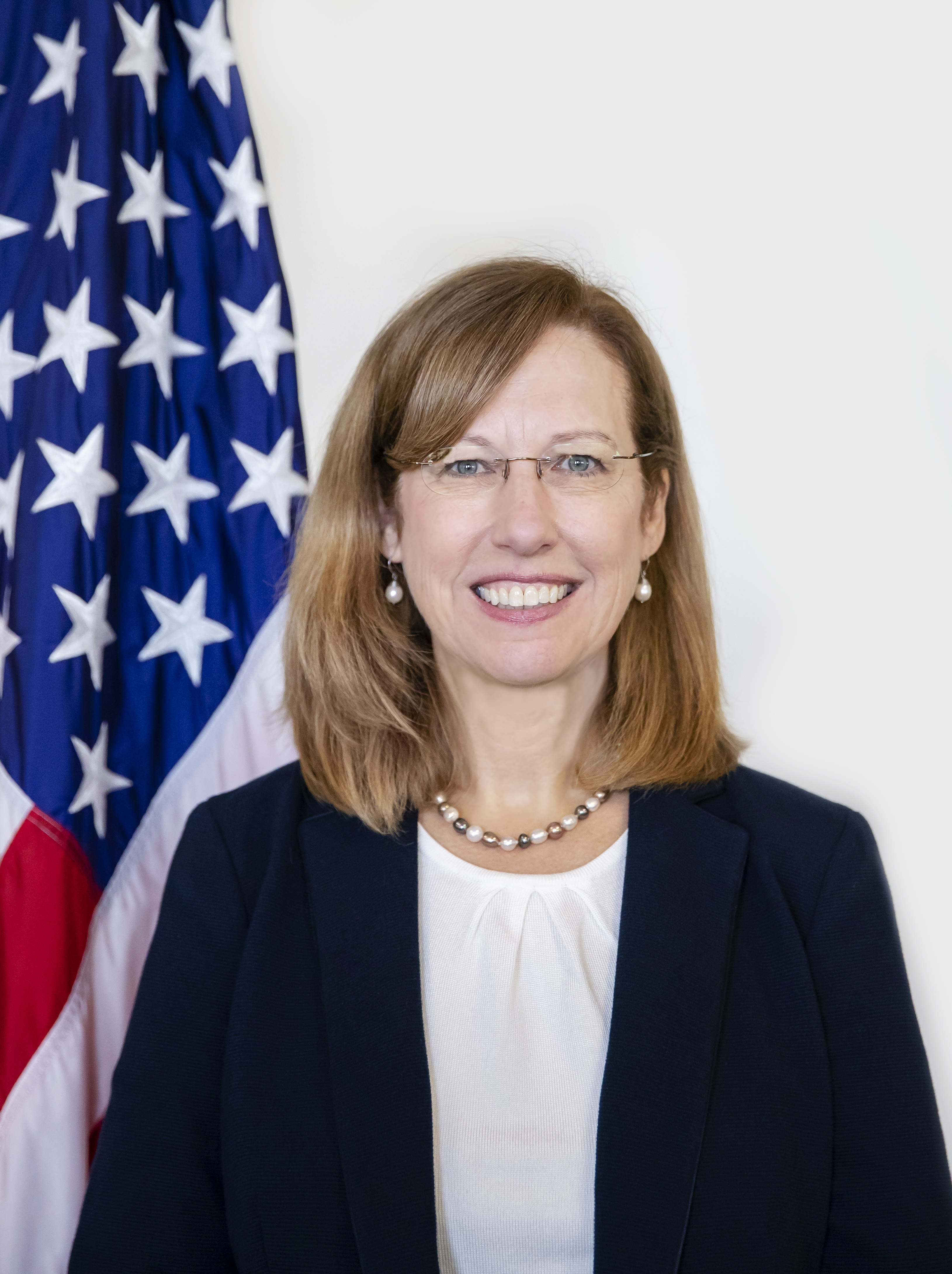
Kristina Kvien, derzeitige geschäftsführende Botschafterin der USA in der Ukraine

Die Liste der Botschafter der Vereinigten Staaten in der Ukraine bietet einen Überblick über die Leiter der US-amerikanischen diplomatischen Vertretung in der Ukraine seit 1992. Die Botschaft der Vereinigten Staaten in Kiew wurde am 23. Januar 1992 eröffnet und zunächst von Jon Gundersen als Geschäftsträger geleitet. Im Mai desselben Jahres nahm der erste offizielle Botschafter seine Arbeit auf.
| Amtszeit                          | Bild | Name                                                 | ernannt von    |
| --------------------------------- | ---- | ---------------------------------------------------- | -------------- |
| 23. Januar 1992–11. Mai 1992      |      | Jon Gundersen (chargé d’affaires)                    | George Bush    |
| 11. Mai 1992–30. Juli 1993        |      | Roman Popadiuk                                       | George Bush    |
| 16. September 1993–6. Januar 1998 |      | William Green Miller                                 | Bill Clinton   |
| 10. November 1997–9. Oktober 2000 |      | Steven Karl Pifer                                    | Bill Clinton   |
| 15. September 2000–1. Mai 2003    |      | Carlos Pascual                                       | Bill Clinton   |
| 1. Juli 2003–26. Mai 2006         |      | John Edward Herbst                                   | George W. Bush |
| 30. Mai 2006–23. Mai 2009         |      | William Brockenbrough Taylor jr.                     | George W. Bush |
| 20. November 2009–9. Juli 2013    |      | John F. Tefft                                        | Barack Obama   |
| 30. Juli 2013–18. August 2016     |      | Geoffrey Ross Pyatt                                  | Barack Obama   |
| 18. Mai 2016–20. Mai 2019         |      | Marie Louise Yovanovitch                             | Barack Obama   |
| 28. Mai 2019–18. Juni 2019        |      | Kristina A. Kvien (chargé d’affaires)                | Donald Trump   |
| 18. Juni 2019–1. Januar 2020      |      | William Brockenbrough Taylor jr. (chargé d’affaires) | Donald Trump   |
| 1. Januar 2020–                   |      | Kristina A. Kvien (chargé d’affaires)                | Donald Trump   |